# 彼得·安東尼松·奧弗特瓦特
彼得·安东尼松·奧弗特瓦特（荷蘭語：Pieter Anthoniszoon Overtwater；1610年—1682年4月28日）是一名荷蘭商人、荷蘭東印度公司官員，曾任出島第3及第5任甲比丹、荷屬台灣第9任台灣長官。

## 生涯
奧弗特瓦特於1640年加入荷蘭東印度公司。在此之前，他是荷恩一所學校的職員，無從商經驗。
他曾於1642年10月至1645年8月期間出任出島甲比丹，並於1644年11月至1645年11月期間二度任職。他曾提議在日本北部開辦一個新的市場，然而這是一個不可能被接受的提議，日本翻譯拒絕為他翻譯。另一方面，日本人卻很有興趣學習如何使用迫擊砲，不過奧弗特瓦特沒意願解釋。
1646年至1649年間，擔任台灣長官，飽受批評。福爾摩沙的東海岸被東印度公司所遺棄，成為無利可圖且危險的地域。
他曾在錫蘭駐紮，而1666年在開普殖民地。他建議馬拉巴爾奴隸的孩子可以受洗。1677年，他在巴達維亞的一個委員會中，因貪污、不公平交易而被東印度公司解僱。